# David et Jonathas

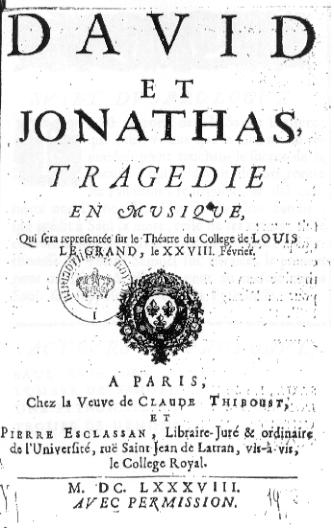

David et Jonathas (David och Jonathan) är en fransk opera (Tragédie en musique) i en prolog och fem akter med musik av Marc-Antoine Charpentier och libretto av François de Paule Bretonneau efter Bibelns berättelser i Första Samuelsboken om vänskapen mellan David och Jonathan.

## Historia
Operan hade premiär den 25 februari 1688 på Lycée Louis-le-Grand i Paris. Vid framförandet föregicks varje akt av en talad tragedi på latin, Saül, som också var i fem akter och med en egen oavhängig men ändå kompletterande handling. Texten till Saül är förlorad och det återstår endast en detaljerad synopsis. Då musiken till operan varar i två timmar måste hela föreställningen ha varit extrem lång. Emedan den talade pjäsens handling föregår varje operaakt innehåller själva operan betydligt mindre förklarande recitativ än samtida operor. Istället är den rikare vad gäller dekor, scenerier och ensemblepartier med körer. 
David et Jonathas

## Personer
- Jonathas (gossopran)
- David (haute-contre)
- Une Pythonisse (Andeskåderskan i En-Dor)) (haute-contre)
- Joadab (tenor)
- Saül (baryton)
- Achis (Akish) (bas)
- Samuels ande (bas)

## Handling
Operan handlar om händelserna kring striden mellan israeliterna och filistéerna i vilka Saul och hans son Jonathan dödas. I prologen söker Saul upp andeskåderskan i En-Dor som frammanar Samuels ande och får på så sätt reda på sin och sonens förestående död.